# یخدان تاریخی چهار برج
یخدان تاریخی چهار برج مربوط به دوره قاجار است و در شهرستان مشهد، بخش مرکزی، روستای چهاربرج واقع شده و این اثر در تاریخ ۱۶ شهریور ۱۳۸۳ با شمارهٔ ثبت ۱۱۰۸۶ به‌عنوان یکی از آثار ملی ایران به ثبت رسیده است.